# FFH-Gebiet

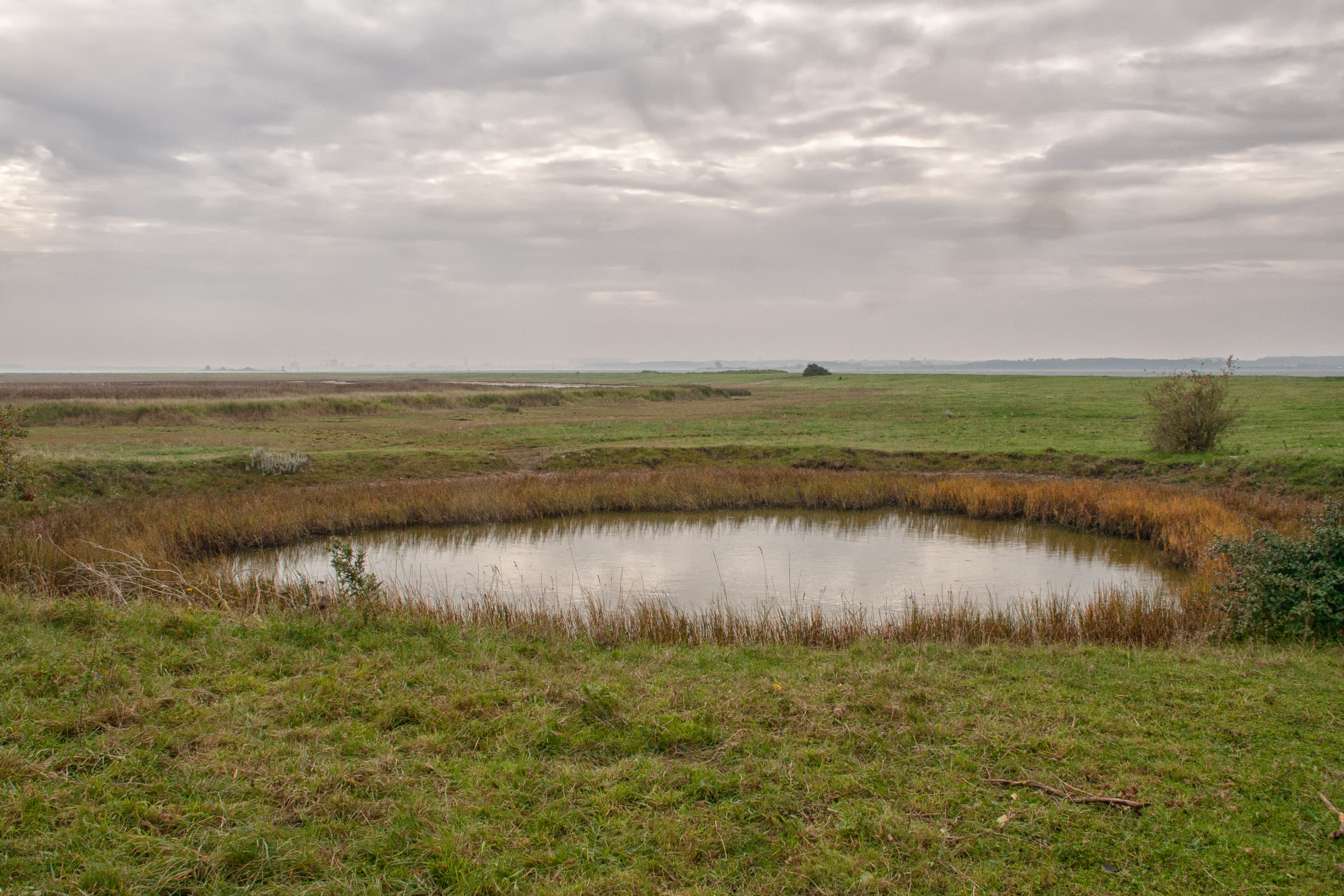
Naturschutzgebiet Fauler See-Rustwerder/Poel, FFH-Gebiet Wismarbucht (Mecklenburg-Vorpommern)

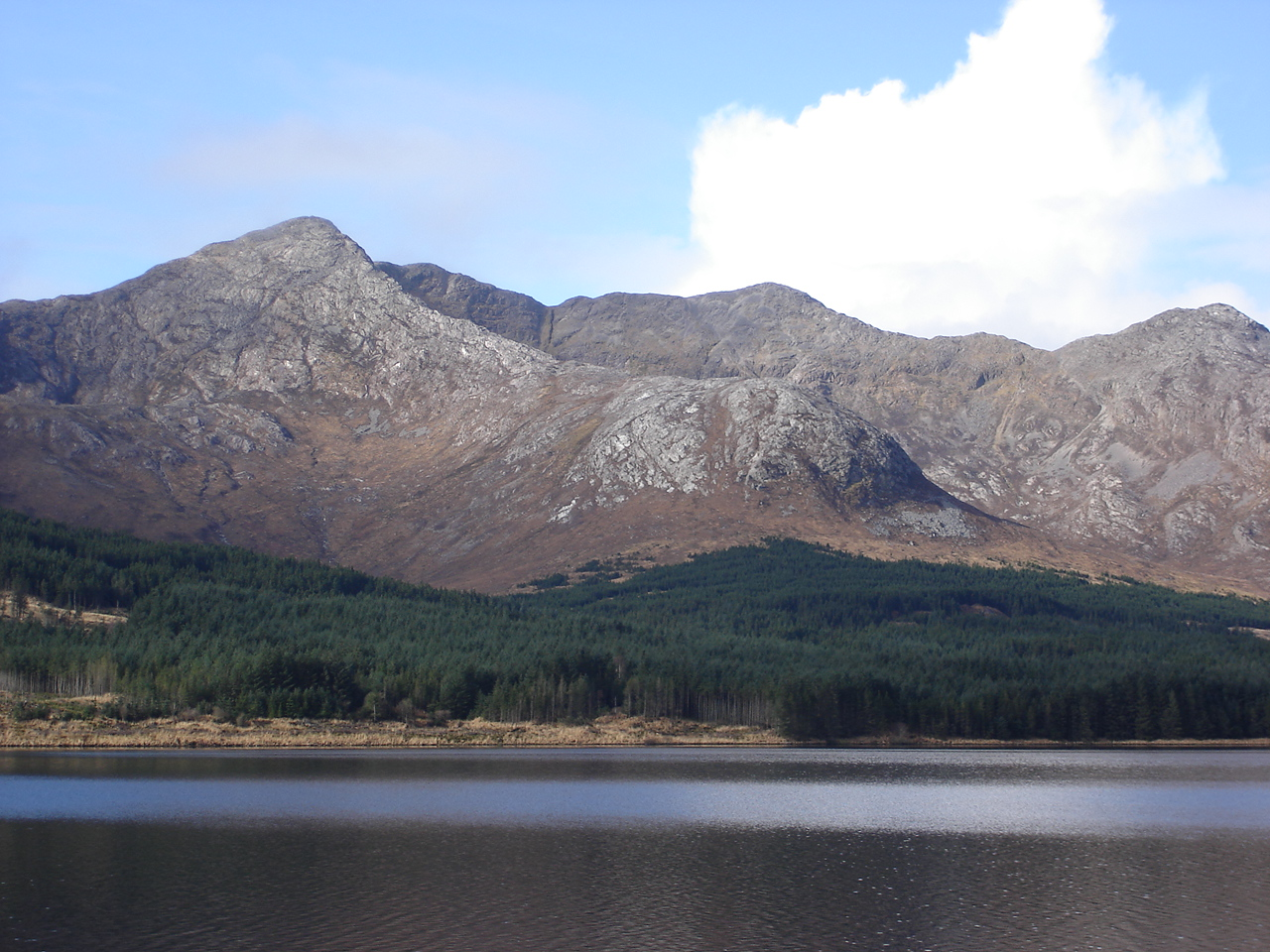
FFH-Gebiet The Twelve Bens/Garraun Complex in Irland

Ein FFH-Gebiet (Abkürzung für Fauna-Flora-Habitat-Gebiet) ist ein Schutzgebiet in Natur- und Landschaftsschutz, das dem Schutz von Lebensraumtypen des Anhangs I der Richtlinie 92/43/EWG (Fauna-Flora-Habitat-Richtlinie) bzw. Arten des Anhangs II der FFH-Richtlinie dient. FFH-Gebiete bilden gemeinsam mit den Europäischen Vogelschutzgebieten das Netzwerk Natura 2000.
Die Gebiete werden zunächst als Vorgeschlagenes Gebiet von gemeinschaftlicher Bedeutung englisch Proposed Sites of Community Interest (pSCI) oder Proposed Site of Community Importance an die Europäische Kommission gemeldet. Nimmt diese das Gebiet an, wird es zum Gebiet von gemeinschaftlicher Bedeutung englisch Site of Community Importance (SCI). Ist das Gebiet hinreichend durch nationales Recht in seinen Erhaltungszielen geschützt und liegen entsprechende Pläne vor, wird das Gebiet als Besonderes Erhaltungsgebiet englisch Special Area of Conservation (SAC) endgültig in das Schutzgebietsnetz aufgenommen.
Die FFH-Verträglichkeitsprüfung, die die Auswirkungen von Plänen und Projekten auf Natura-2000-Gebiete betrachtet, unterscheidet nicht zwischen verschiedenen Stadien der Unterschutzstellung.
In Deutschland gibt es 4.544 FFH-Gebiete mit insgesamt 5.451.497 ha Fläche. 9,3 % der Landfläche Deutschlands sind FFH-Gebiete. 2.123.789 ha FFH-Flächen in Deutschland entfallen auf den Bodensee sowie Meeres-, Bodden- und Wattflächen (Stand Dezember 2019). In Österreich sind 228 FFH-Gebiete ausgewiesen. Die Schweiz als Nicht-EU-Mitglied hat entsprechend keine FFH-Gebiete.

## Listen von FFH-Gebieten
- Liste der FFH-Gebiete